# Bond-Ereignis

Gerard Bond schlug anhand von gehäuft mit Treibeis nach Süden transportiertem Gesteinsmaterial neun Bond-Ereignisse vor.

Bond-Ereignisse sind Episoden im Holozän, in denen kühleres Oberflächenwasser und Treibeis aus dem Arktischen Ozean, dem Europäischen Nordmeer und der Labradorsee nach Süden und Osten bis tief in wärmere subpolare Gewässer getrieben wurden. Der US-amerikanische Geologe Gerard Bond, der diese Ereignisse 1997 erstmals beschrieb, machte zwischen den Ereignissen einen Abstand von etwa 1500 ± 500 Jahren aus.

## Definition
Der dem Lamont-Doherty Earth Observatory an der Columbia University angehörenden Geologe Gerard C. Bond und sein Team fanden in Untersuchungen an petrologischen Treibeismarkern des Nordatlantiks, die er 1997 und 2001 veröffentlichte, Hinweise auf Perioden mit besonders starker Eisdrift. Als Ursache vermutete er Klimaschwankungen im Nordatlantikraum, die im Holozän mutmaßlich zyklisch mit einem Abstand von etwa 1500 ± 500 Jahren auftraten. Diese Perioden gingen als Bond-Ereignisse in die Literatur ein.
Bond-Ereignisse sind abzugrenzen von Bond-Zyklen. Bei letzteren handelt es sich um eine ebenfalls von Gerard Bond vorgeschlagene Periodizität von Kälterückfällen des späten Pleistozäns, besonders im Zeitraum 80.000 – 10.000 vor heute. Die Periode dieser als Heinrich-Ereignis bekannten Kälterückfälle beträgt etwa 6.000 – 15.000 Jahre.

## Beschreibung

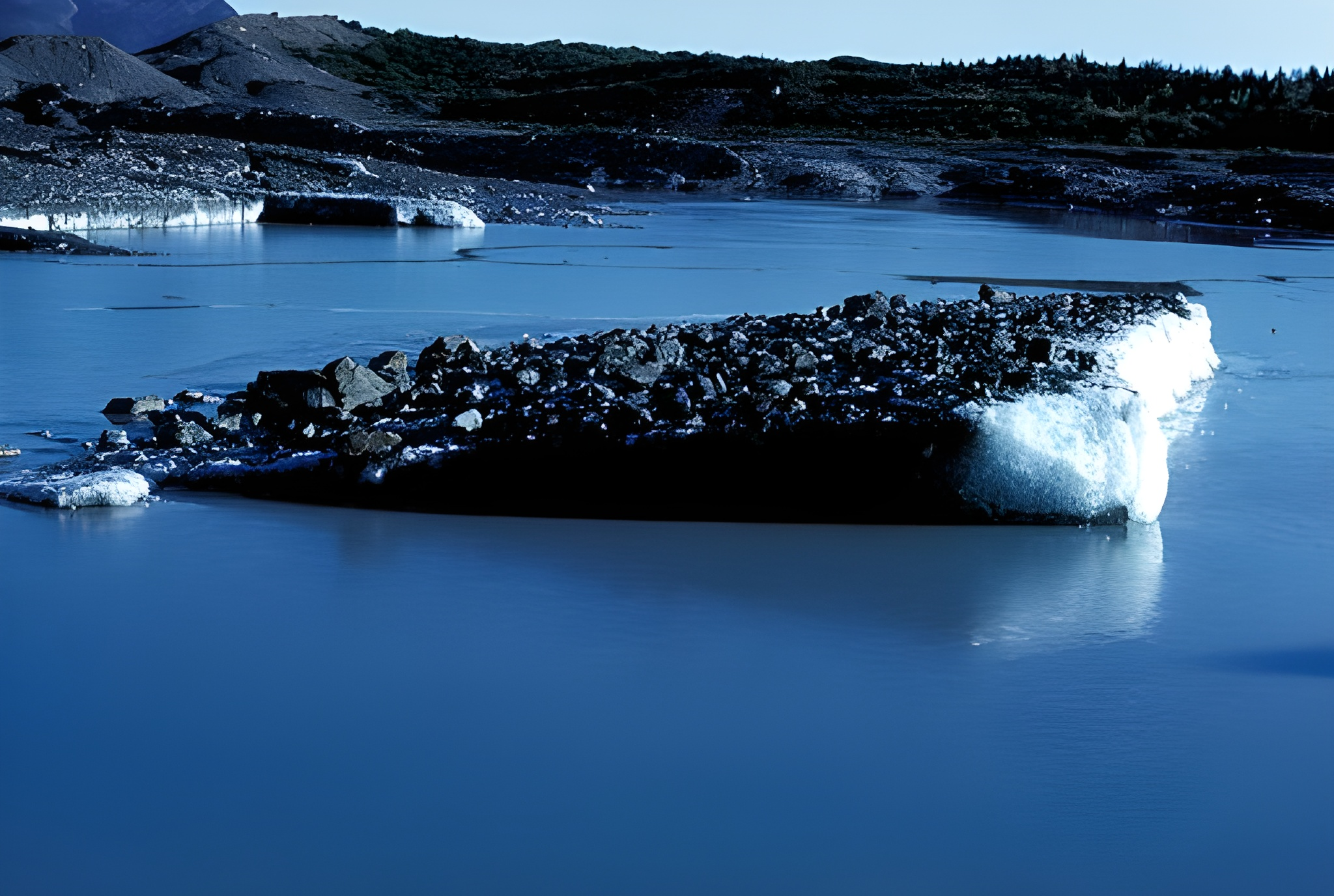
Treibeis kann Gesteinsschutt transportieren, der nach dem Abschmelzen auf den Meeresgrund sinkt.

Bond und sein Team untersuchten Sedimente vom Meeresboden des Nordatlantiks. In verschiedenen Schichten ihrer Bohrungen fanden sie gehäuft Gesteinsmaterial, das wahrscheinlich mittels Treibeis dorthin transportiert worden war (man nennt derart transportiertes Material Ice rafted debris, kurz IRD). Sie deuteten diese Häufigkeitsspitzen als Indizien für Kälterückfälle im Nordatlantik in den Zeiträumen, denen die jeweiligen Sedimentschichten zuzuordnen waren. Insgesamt identifizierten sie – anhand von vier Bohrkernen – neun Häufigkeitsspitzen, die in den letzten 12.000 Jahren auftraten. Sie schlossen von diesen Häufungen auf Kälterückfälle im Nordatlantikraum zurück. Bond und seine Kollegen vermuteten, dass die Ereignisse das interglaziale Pendant der glazialen Dansgaard-Oeschger-Ereignisse waren. Die Stärke der Schwankungen beträgt ungefähr 15–20 % der glazial-interglazialen Temperaturänderungen.
Die Existenz klimatischer Schwankungen mit einem möglichen 1500-Jahresrhythmus wird mittlerweile anhand von Eisbohrkernen für das letzte Glazial anerkannt. Eine Fortsetzung dieser Zyklen ins Holozän ist jedoch weniger abgesichert. Bond u. a. (1997) befürworten eine Zyklizität des Klimageschehens mit einer Periode von 1470 ± 500 Jahren für den Nordatlantikraum während des Holozäns. Aus ihrer Sicht sind viele, womöglich auch alle, Dansgaard-Oeschger-Ereignisse einem 1500-Jahresrhythmus unterworfen, und auch spätere Ereignisse wie die Kleine Eiszeit, die Misox-Schwankung und der Beginn der Jüngeren Dryas scheinen sich demselben Rhythmus unterzuordnen.
Perioden gehäufter Treibeis- und Eisberg-Sedimente der letzten 9000 Jahre korrelieren mit abrupten  Abschwächungen im asiatischen Monsun. Überdies scheinen sie in den letzten 55.000 Jahren mit Dürreperioden im Mittleren Osten übereinzustimmen, wobei dies sowohl für Heinrich-Ereignisse als auch Bond-Ereignisse Gültigkeit hat. Ferner gibt es in ganz Nordamerika viele Anzeichen für Veränderungen in Pflanzengemeinschaften, die in etwa ebenfalls einem 1500-Jahreszyklus folgen.
Der 1500-Jahreszyklus zeigt nichtlineare Eigenschaften sowie stochastische Resonanz; dies bedeutet, dass nicht ein jedes Ereignis mit einem herausragenden Klimaereignis identisch ist, nur manche treten tatsächlich als solche umweltgeschichtlich deutlich in den Vordergrund.
Die Ursachen und bestimmenden Faktoren des 1500-Jahreszyklus werden gegenwärtig untersucht, wobei die Forschung ihre Hauptaufmerksamkeit auf Variationen in der Solarkonstante und auf Umschichtungen in der Atmosphärenzirkulation richtet.

## Auflistung der Bond-Ereignisse
Die meisten Bond-Ereignisse besitzen kein eindeutiges Klimasignal – so fallen einige mit Abkühlungsphasen zusammen, andere wiederum korrelieren gebietsweise mit Trockenheitsperioden. Nur die Bond-Ereignisse 1 und 5, vor etwa 1400 und 8100 Jahren, fallen mit Zeiten kühleren Klimas zusammen. Dennoch wurden Parallelen gezogen zwischen Bond-Ereignissen, hypothetischen Klimaschwankungen, die grob in den Zeitraum der Ereignisse fallen, und geschichtlichen Ereignissen und Prozessen der Zeit.
| Nummer | Zeit (BP) 1)     | Anmerkungen                                                                  |
| ------ | ---------------- | ---------------------------------------------------------------------------- |
| 0      | ≈0,5 ka 2)       | siehe auch Kleine Eiszeit                                                    |
| 1      | ≈1,4 ka          | siehe auch Pessimum der Völkerwanderungszeit                                 |
| 2      | ≈2,8 ka          |                                                                              |
| 3      | ≈4,2 ka          | siehe auch 4,2-Kilojahr-Ereignis                                             |
| 4      | ≈5,9 ka          |                                                                              |
| 5      | ≈8,2 ka          | siehe auch 8,2-Kilojahr-Ereignis                                             |
| 6      | ≈9,4 ka          | siehe auch Erdalen-Ereignis                                                  |
| 7      | ≈10,3 ka         |                                                                              |
| 8      | ≈11,15 – 11,3 ka | siehe auch Präboreale Schwankung; Übergang von der Jüngeren Dryas zum Boreal |